# اسکورانو
اسکورانو (به ایتالیایی: Scorrano) یک کومونه در ایتالیا است که در استان لچه واقع شده‌است.

## خصوصیات
اسکورانو ۳۴ کیلومترمربع مساحت دارد ۹۵ متر بالاتر از سطح دریا واقع شده‌است.